# Lecanoraceae
Famille
Les Lecanoraceae (Lécanoracées) sont une famille de champignons lichénisés associés à des algues vertes. Il s'agit de lichens au thalle presque toujours encroûtant, beaucoup plus rarement squamuleux, voire fruticuleux, occupant une grande diversité de substrats et vivant depuis les écosystèmes polaires jusqu'à la forêt tropicale humide. Selon les auteurs, la famille comporte entre 766 et un millier d'espèces, dont plus de 70 % dans le seul genre Lecanora.
Plusieurs études de phylogénie moléculaire indiquant que la famille des Lecanoraceae ne constitue pas un groupe monophylétique, il est probable que sa délimitation évolue rapidement.

## Liste des genres
Selon Myconet :
- Arctopeltis
- Bryodina
- Bryonora
- Calvitimela - incertae sedis
- Carbonea
- Cladidium
- Claurouxia - incertae sedis
- Clauzadeana
- Edrudia
- Japewiella
- Lecanora
- Lecidella
- Maronina
- Miriquidica
- Myrionora
- Psorinia
- Punctonora
- Pycnora - incertae sedis
- Pyrrhospora
- Ramalinora - incertae sedis
- Ramboldia
- Rhizoplaca
- Sagema
- Traponora
- Tylothallia
- Vainionora

## Galerie

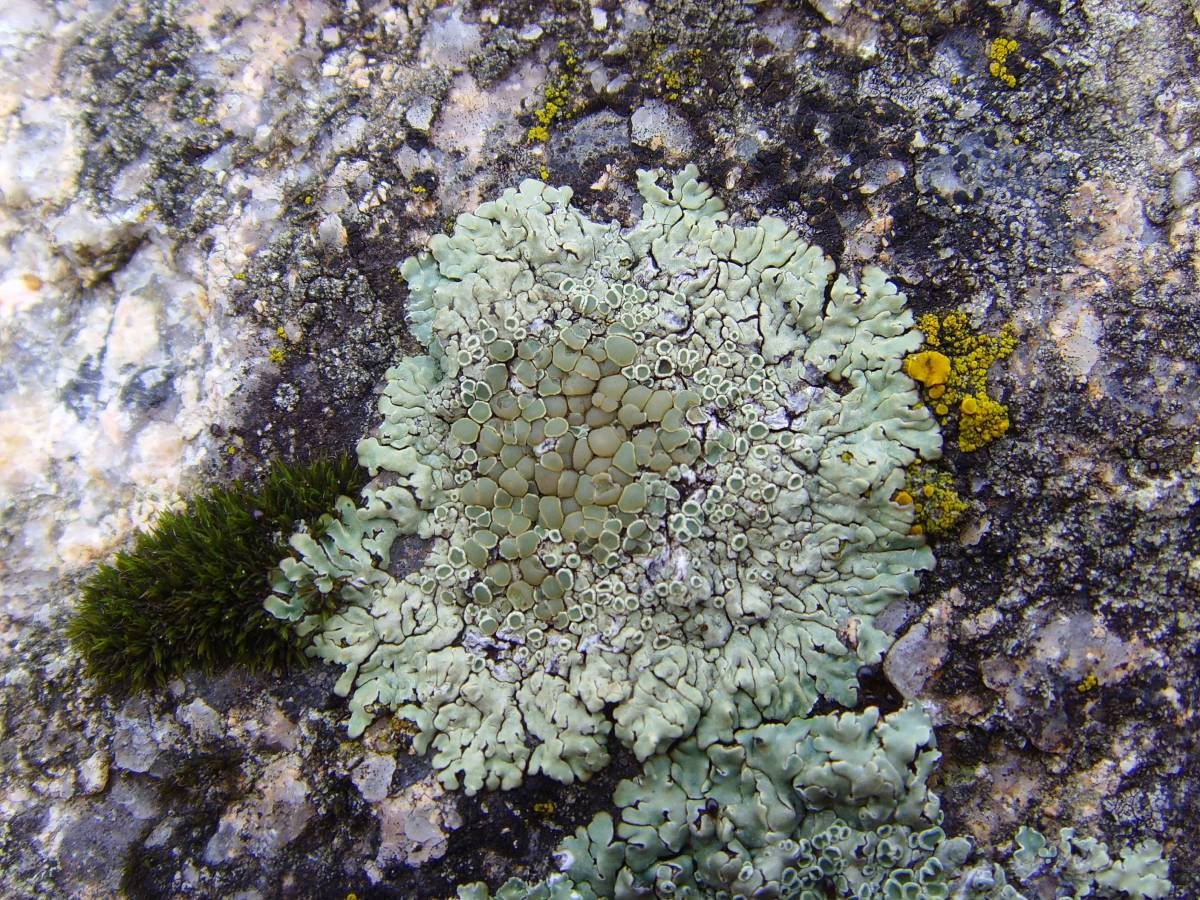
Lecanora muralis
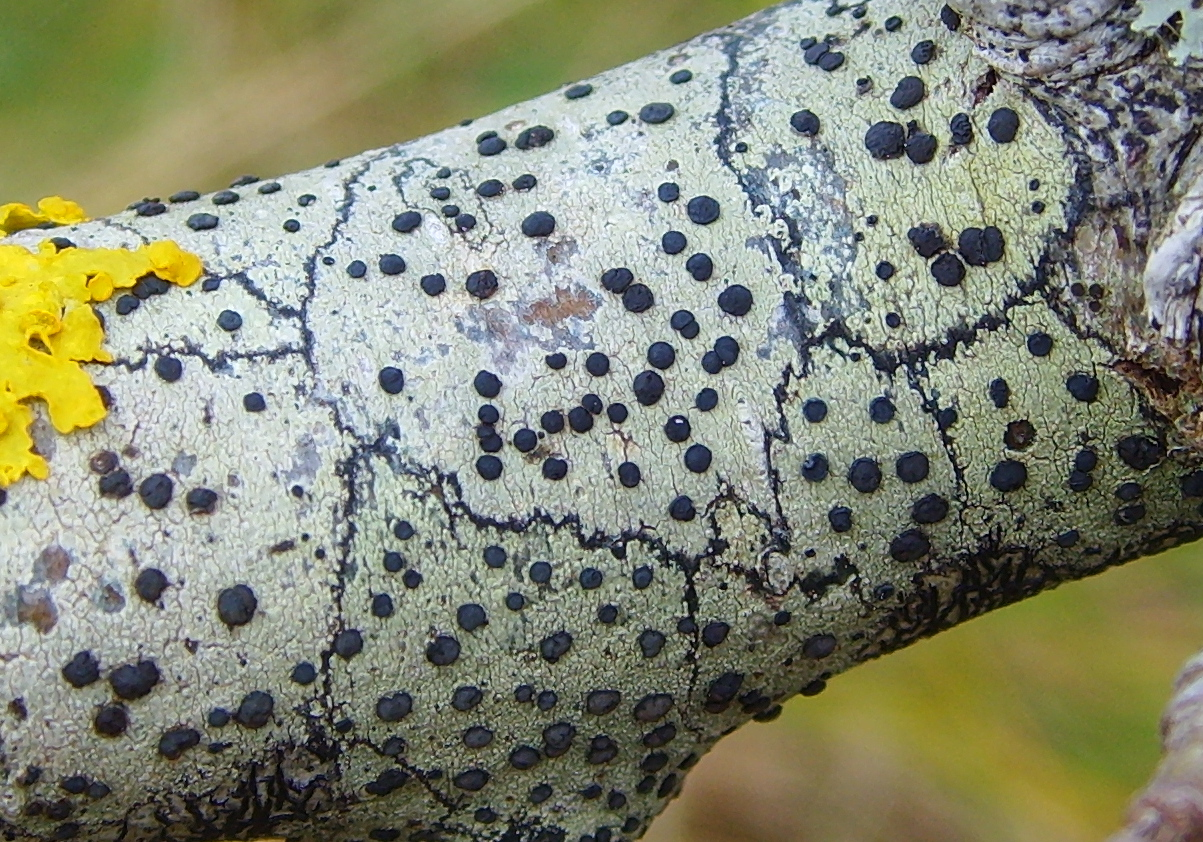
Lecidella elaeochroma
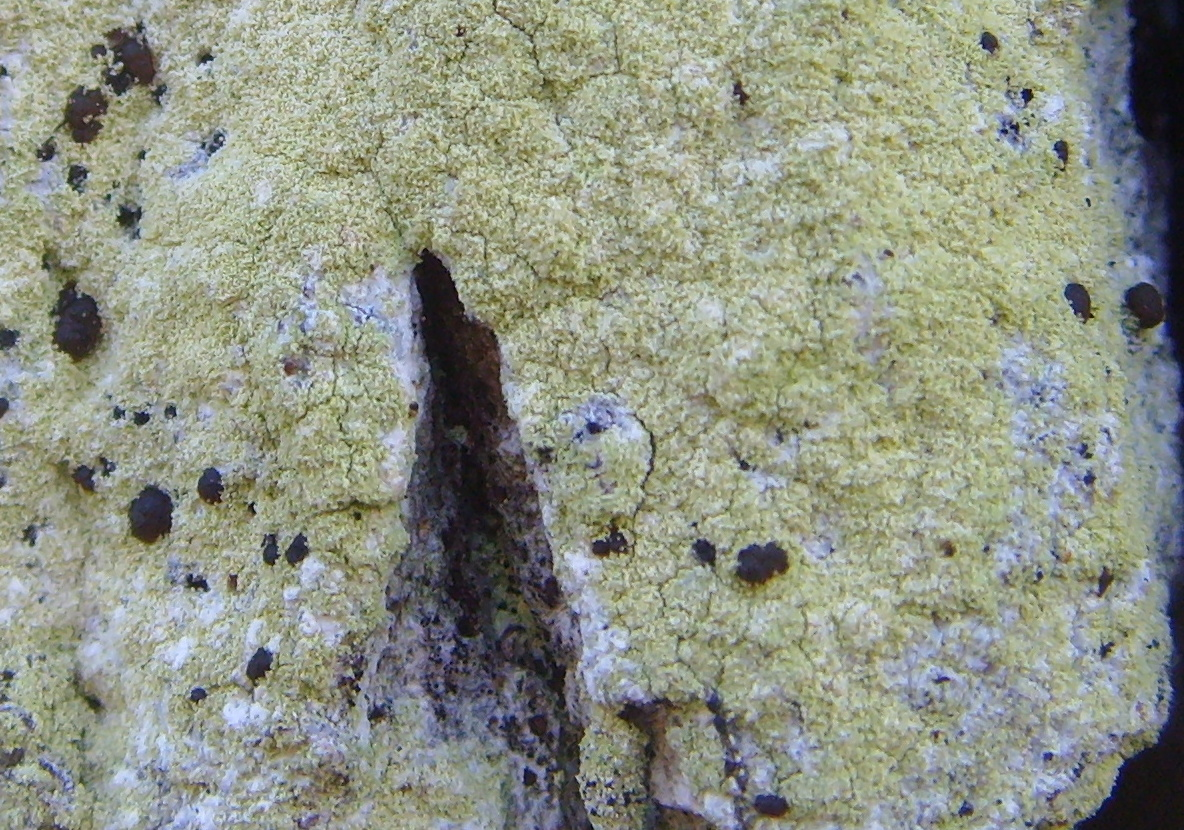
Pyrrhospora quernea
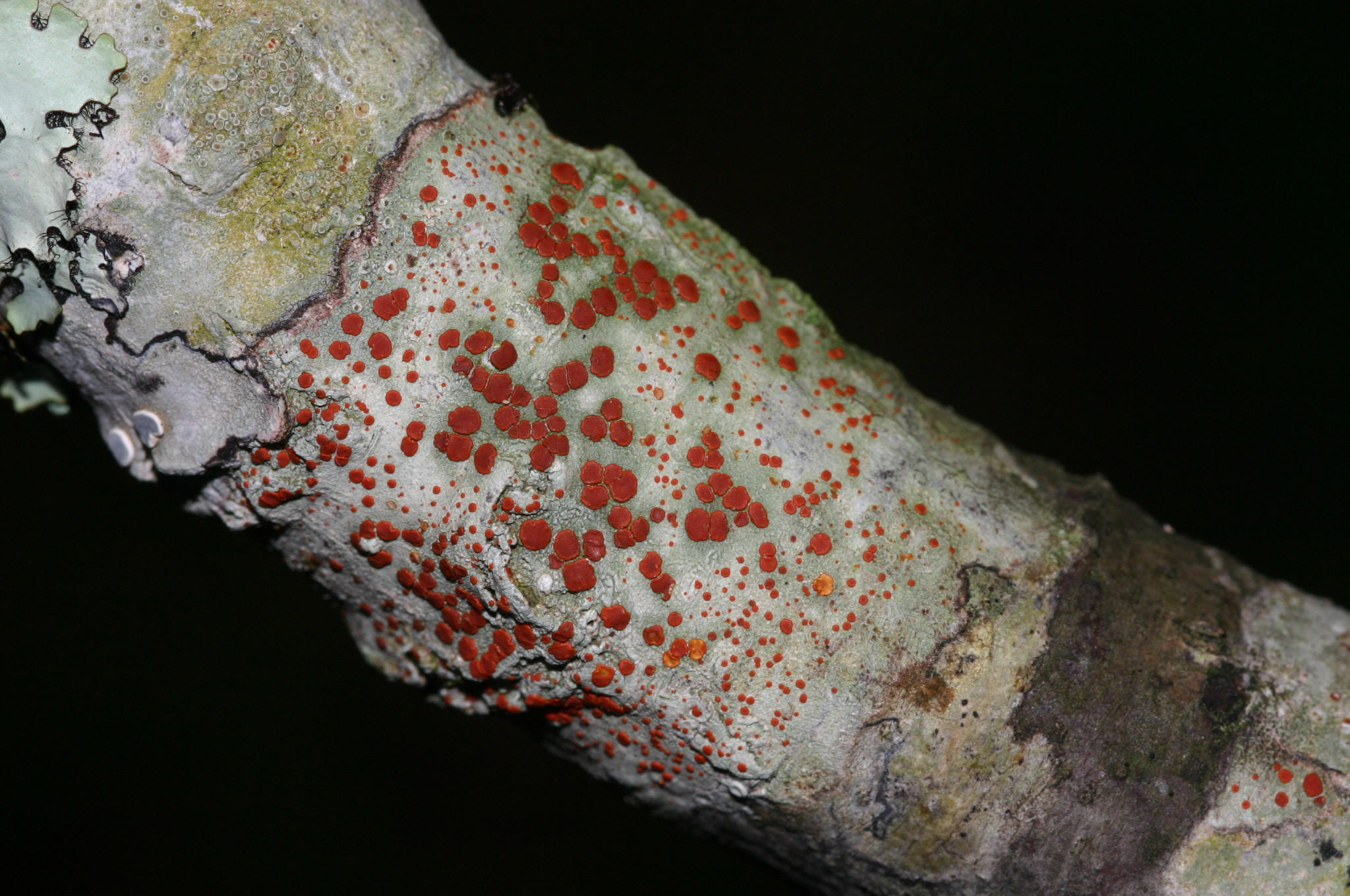
Ramboldia russula